# Scotinotylus
Scotinotylus es un género de arañas araneomorfas de la familia Linyphiidae. Se encuentra en la zona holártica.

## Lista de especies
Según The World Spider Catalog 12.0:
- Scotinotylus alienus (Kulczynski, 1885)
- Scotinotylus allocotus Crawford & Edwards, 1989
- Scotinotylus alpigena (L. Koch, 1869)
- Scotinotylus alpinus (Banks, 1896)
- Scotinotylus altaicus Marusik, Hippa & Koponen, 1996
- Scotinotylus ambiguus Millidge, 1981
- Scotinotylus amurensis Eskov & Marusik, 1994
- Scotinotylus antennatus (O. Pickard-Cambridge, 1875)
- Scotinotylus apache (Chamberlin, 1949)
- Scotinotylus autor (Chamberlin, 1949)
- Scotinotylus bicavatus Millidge, 1981
- Scotinotylus bodenburgi (Chamberlin & Ivie, 1947)
- Scotinotylus boreus Millidge, 1981
- Scotinotylus castoris (Chamberlin, 1949)
- Scotinotylus clavatus (Schenkel, 1927)
- Scotinotylus columbia (Chamberlin, 1949)
- Scotinotylus crinitis Millidge, 1981
- Scotinotylus dubiosus Millidge, 1981
- Scotinotylus eutypus (Chamberlin, 1949)
- Scotinotylus evansi (O. Pickard-Cambridge, 1894)
- Scotinotylus exsectoides Millidge, 1981
- Scotinotylus formicarius (Dondale & Redner, 1972)
- Scotinotylus gracilis Millidge, 1981
- Scotinotylus humilis Millidge, 1981
- Scotinotylus kenus (Chamberlin, 1949)
- Scotinotylus kimjoopili Eskov & Marusik, 1994
- Scotinotylus kolymensis Eskov & Marusik, 1994
- Scotinotylus levii Marusik, 1988
- Scotinotylus majesticus (Chamberlin & Ivie, 1947)
- Scotinotylus millidgei Eskov, 1989
- Scotinotylus montanus Millidge, 1981
- Scotinotylus pallidus (Emerton, 1882)
- Scotinotylus patellatus (Emerton, 1917)
- Scotinotylus pollucis Millidge, 1981
- Scotinotylus protervus (L. Koch, 1879)
- Scotinotylus provincialis Denis, 1949
- Scotinotylus provo (Chamberlin, 1949)
- Scotinotylus regalis Millidge, 1981
- Scotinotylus sacer (Crosby, 1929)
- Scotinotylus sacratus Millidge, 1981
- Scotinotylus sagittatus Millidge, 1981
- Scotinotylus sanctus (Crosby, 1929)
- Scotinotylus sintalutus Millidge, 1981
- Scotinotylus tianschanicus Tanasevitch, 1989
- Scotinotylus venetus (Thorell, 1875)
- Scotinotylus vernalis (Emerton, 1882)